# SEGS naphőerőmű-rendszer

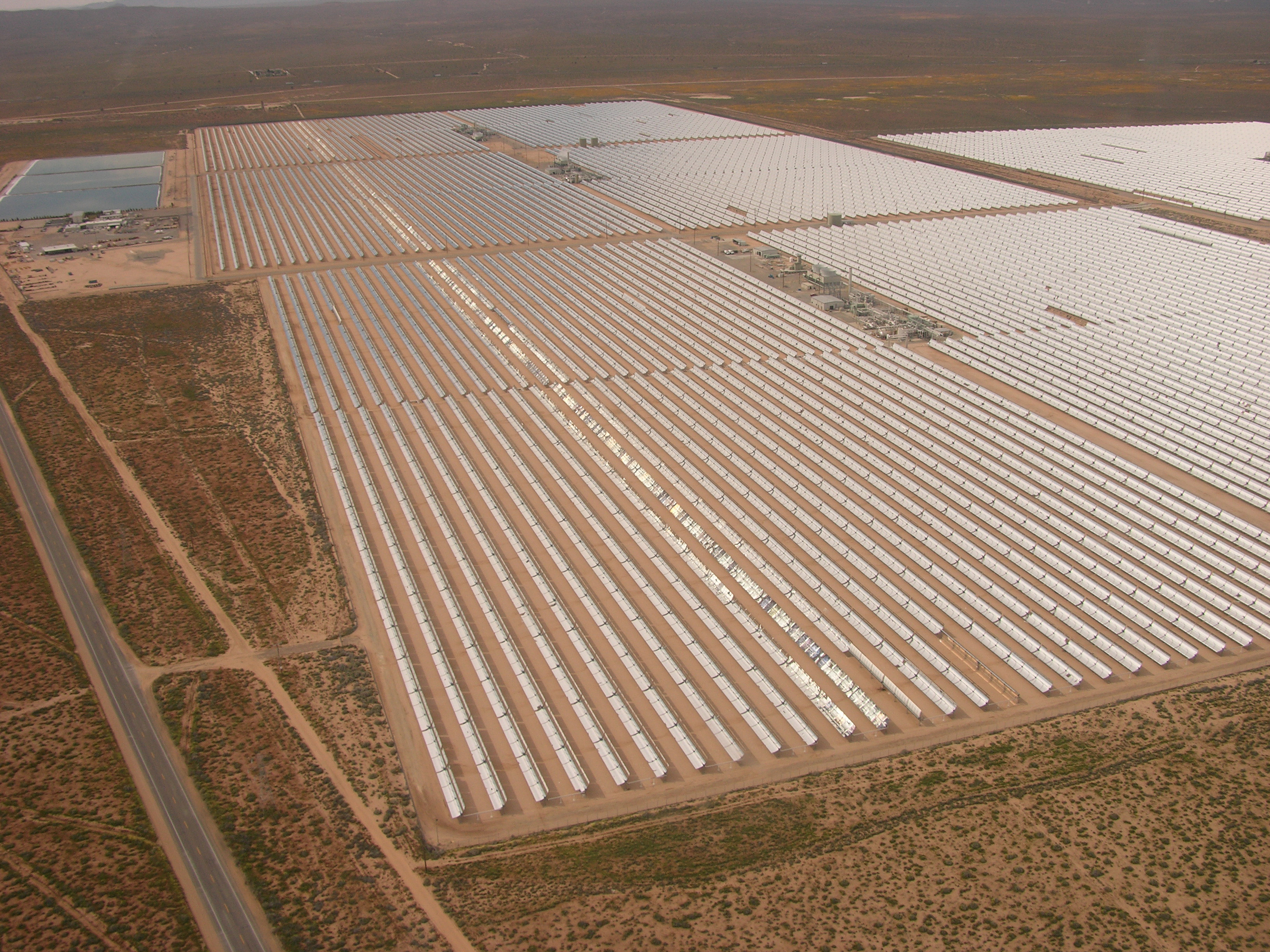
A Kramer naperőmű

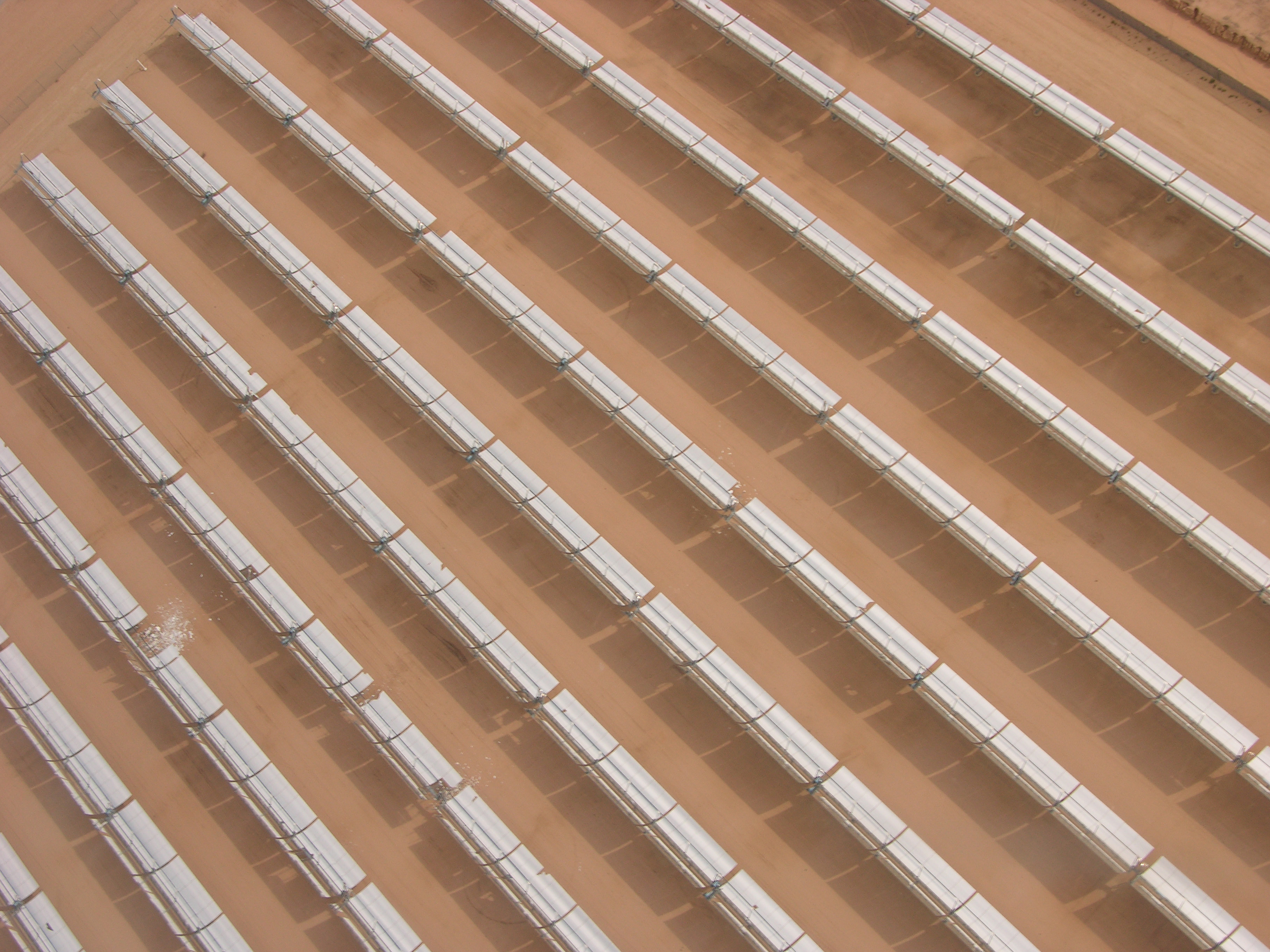
A Kramer tükrei

A SEGS naphőerőmű-rendszer (Solar Energy Generating System (SEGS)) a Amerikai Egyesült Államok nyugati partvidékén, a Mojave-sivatagban található naphőerőmű. A SEGS III-VII a Kramer Junction területen épült meg, míg a SEGS VIII-IX a kiszáradt Harper-tó medrénél. A SEGS I-II a kaliforniai Daggett falunál, melynek lakossága 200 fő. 354 MW teljesítményével elvileg a legnagyobb teljesítményű naperőmű a Földön. [mikor?] 
A naperőmű kb. 1 000 000 parabolikus tükre 6,4 km²-en terül el.

## Külső hivatkozások
- Hivatalos weboldal
- 10 tény a naperőművekről
- SEGS I and II: é. sz. 34,8631°, ny. h. 116,8270°34.863100°N 116.827000°W
- SEGS III through VII: é. sz. 35,0142°, ny. h. 117,5590°35.014200°N 117.559000°W
- SEGS VIII and IX: é. sz. 35,0316°, ny. h. 117,3480°35.031600°N 117.348000°W